# Айопэчан
Айопэчан (Айопечан) — остров в Восточно-Сибирском море в основании Чаунской губы.
Административно относится к Чаунскому району Чукотского АО России.

## Этимология
Название в переводе с чукот. Айопэтчан — «похожий на Айон».

## Физико-географическая характеристика
Айопэчан расположен на южном берегу Чаунской губы, отделён от материковой части с запада рекой Пучевеем, с юга протокой Чаун, с востока дельтой Чаун-Паляваама. Рельеф острова плоский и низкий, максимальная высота составляет 9 м. Имеется множество мелких озёр (крупнейшие — Двойное, Утёнок), территория сильно заболочена. На побережье выделяется низкая приморская терраса (0-3 м), отлого переходящая в полосу илисто-песчаных отмелей шириной 1-2 км, и вытянутые песчаные островки зоны морских осушек.

## Социальное и научное значение
С 1970 по 1995 гг. года на острове действовала биологическая станция Института биологических проблем Севера ДВО РАН, где проводилось изучение жизненных циклов и паразитарных систем гельминтов в тундровых ландшафтах северо-восточной Азии. Здания стационара были переданы в ведение администрации Чаунского района, которая устроила здесь детский оздоровительный лагерь «Марина». На острове по настоящее время проводятся сезонные научные экспедиции по проведению почвоведческих, ботанических, териологических, орнитологических, ихтиологических и энтомологических работ.

## Топографические карты
- Лист карты R-59,60 Певек.  Масштаб: 1 : 1 000 000. Издание 1986 г.
- Лист карты R-59-В,Г Певек. Масштаб: 1 : 500 000. Издание 1986 г.